# マネタリスト
マネタリスト（英: monetarist）は、マクロ経済の変動において貨幣供給量（マネーサプライ）、および貨幣供給を行う中央銀行の役割など、経済のマネタリー（貨幣的）な側面を重視する経済学の一派およびその主張をする経済学者を指す。貨幣主義者または通貨主義者とも訳される。マネタリストの理論および主張の全体を貨幣主義あるいは通貨主義またはマネタリズム（英: monetarism）と呼ぶ。

## 概要
貨幣供給量の変動が、短期における実質経済成長、および長期におけるインフレに対して、決定的に重要な影響を与えるとする。裁量的な財政政策への傾斜を強めていっていたケインズ的総需要管理政策への対立軸として生まれ、貨幣数量説に再び光を当てるとともに、裁量にかわってルールに基づいた政策の実行を主張する点に特色がある。主唱者はミルトン・フリードマン。彼の「経済産出より早いペースで貨幣量が増えることによってのみ生まれ得るという意味で、インフレーションとはいついかなる場合も貨幣的現象である」という言葉が有名である。また、主唱者フリードマンがその側面を強調したように、経済の短期変動の主因を貨幣量の変化に求める貨幣的景気循環を重視する。

## 解説
貨幣供給量が短期の経済変動に大きな影響を与えると考えることから、裁量的な貨幣供給・金融政策に否定的であり、ルールに基づいた政策を行うべきだと主張する。これは、経済状況に対する政府中銀の認知ラグや政策が実施されるまでのラグ、そして効果が実際に波及するまでのラグという各種タイムラグの存在などから、裁量的に貨幣供給を行おうとしても常には適切な供給を行うことが出来ず、その乖離がマクロ経済に大きな影響を与えてしまうので、却って経済に不要の変動を生み出してしまうとするからである。
貨幣量が短期的には実質経済に大きな影響力を持つとする一方で、長期的には実質経済への影響がなくなりインフレにのみ作用するという考え方や、裁量よりルールを重視すべきという主張は、ニュー・ケインジアンを含め現代のマクロ経済学に広く組み込まれており、多くのモデルが何らかの意味でマネタリズム的である。そのため、かつてのようなケインジアンかマネタリストか、といった区別は意味を持たなくなってきており、「今日のマクロ経済学者の中で伝統的なマネタリストを見つける事は難しくなっている」と言える。

## 貨幣数量説
マネタリストの提唱する貨幣数量説とはアーヴィング・フィッシャーの貨幣数量方程式の変形版
{\displaystyle Mv=PY}
M ：貨幣供給量
v ：貨幣の所得流通速度
P ：価格水準
Y ：産出物の数量
に基づき、貨幣の所得流通速度（v）が一定であるとき産出物の数量（Y）が一定ならば、貨幣の供給量（M）によって価格水準（p）の名目価値が決定されること、すなわち物価は発行される貨幣の量で決まると主張した。貨幣数量方程式は状態方程式なので本来はそのような因果関係を表したものではないが、マネタリストは因果関係を表す式として解釈し、貨幣供給量を安定的に管理することを重視する。これは、貨幣の所得流通速度（v）は景気拡大局面では上昇し収縮局面では下落する傾向にあるなど、短期的には変動するものの、長期的には安定しているという観測結果に基づく。
一方で、ケインジアン（ケインズ経済学者）は、価格水準（p）が一定であれば変化するのは産出物の数量（Y）であり、またMとYがそれぞれ独自に変化することがあるのでそのような因果関係を見ることは出来ないと主張していた。また、貨幣の所得流通速度（v）が一定でないこともあり貨幣供給量とPY（名目GDP）の関係は安定的とは限らない、とした。
マネタリストの主張の骨子は、以下のようにまとめられる。
1. 貨幣供給量の経済に与える影響力は非常に大きく、人々の予測形成が困難な裁量的政策は無用な景気変動を生み出す
2. 貨幣供給量は政策的にコントロールできる
3. インフレーションは貨幣的現象である
4. 貨幣の増加率とインフレ率には長期的に単純な比例関係がある
5. よって、インフレや景気変動を安定化させるために、貨幣供給は裁量ではなく、一律のルールに基づいて行うべきである

貨幣供給量は、短期的には貨幣錯覚などにより実物経済に影響を与え、その典型が1930年代の誤った金融引き締めによる大恐慌だという。ミルトン・フリードマンは緻密な実証研究によりこのことを証明し、裁量的なケインズ主義政策への激しい攻撃を続けた。彼の主張は、1970年代米国のインフレと不況の並存（スタグフレーション）により、フィリップス曲線の崩壊の予言の的中をもって頂点に達した。
そして1979年から1982年まで米国連銀は、マクロ経済変数を最終目標とするのではなく、貨幣供給量（＝マネーサプライ）を目標とするマネタリズムを採用した。この政策展開におけるアメリカでは、原油価格の変動にともなってスタグフレーションは収まり、景気は回復した。一方で超高金利・超ドル高の継続、この結果としての中南米途上国のデフォルト（国債償還不能）、さらにこの結果として中南米諸国に融資していたアメリカの銀行の金融危機が生じ世界経済のシステム危機へとつながってしまった。1982年中頃には不況が深刻になり、連銀はマネタリズムを放棄した。
一方イギリスでは、サッチャー政権により、1979年からマネタリズムが採用され、GNPや雇用に関しての目標は公表されず、貨幣供給量であるM3の目標が表されるようになった。しかし1979年から1983年にかけて不況が深刻になり、失業率は5.4%から11.8%へ上昇した。最終的に、1986年で貨幣供給量の目標値は公表されなくなった。
貨幣の流通速度が不安定化したことを受けた現代のマネタリスト理論においては、銀行信用の重要性に比してマネーサプライだけを論じることに懐疑的な傾向がみられるようになり、晩年のフリードマン自身を含め、インフレについての市場予想を目標とする政策などを模索するようになった。